# 京都府立工業高等学校
京都府立工業高等学校（きょうとふりつこうぎょうこうとうがっこう）は、京都府福知山市石原上野にある京都府立の公立の工業高等学校である。

## 設置学科
すべて工業に関する学科
- 機械テクノロジー科
- ロボット技術科
- 電気テクノロジー科
- 環境デザイン科
- 情報テクノロジー科

2018年度に学科改編がなされた、学科改変以前は、機械プランニング科、生産システム科、電気エネルギー科、電子コミュニケーション科、情報システム科の5学科。

## 沿革
- 1963年4月1日 - 京都府立石原高等学校（きょうとふりついさこうとうがっこう）として設立。
- 1990年4月1日 - 現在の校名に改称
- 1992年3月25日 - アーチェリー場竣工
- 1992年3月25日 - 特別教室棟（3棟）改造工事竣工
- 1992年12月24日 - 管理棟（1棟）改造工事竣工
- 1993年2月22日 - 校歌発表会を挙行
- 1993年9月30日 - 教室棟（2棟）改造工事竣工
- 2000年4月1日 - 「10年のあゆみ」作成
- 2005年4月1日 - 各科の定員を36名とする
- 2017年4月24日 - 創立55年記念講演会を実施
- 2018年4月1日 - 科の名前が変更される

機械テクノロジー科 ロボット技術科 電気テクノロジー科 環境デザイン科 情報テクノロジー科

## 特色
中丹地区では、唯一の工業高校である（工業高専はある）。通称は「府立工業」。2015年度卒業生の進路は、就職が約63%、進学が約37%だった。
電気棟の屋上には、太陽光発電システムが設置されている。

## 部活動

### 運動部
- 硬式野球部
- アーチェリー部
- 陸上競技部
- バスケットボール部
- バレーボール部
- ソフトテニス部
- 卓球部
- サッカー部
- 剣道部

### 技術部
- コンピュータ部
- メカトロ部
- 機械部
- 電気部

### 文化部
- 吹奏楽部（マンボウジャズバンド）
- 将棋部
- 美術部
- 写真部
- 放送部

## 出身者
- 岸佳之（元プロ野球選手）

## 所在地
〒620-0804 京都府福知山市石原上野45
北緯35度17分48.214秒 東経135度10分36.34秒 / 北緯35.29672611度 東経135.1767611度

## 交通アクセス
- JR西日本山陰本線 石原駅下車、徒歩13分。